# قلعه کرناروون

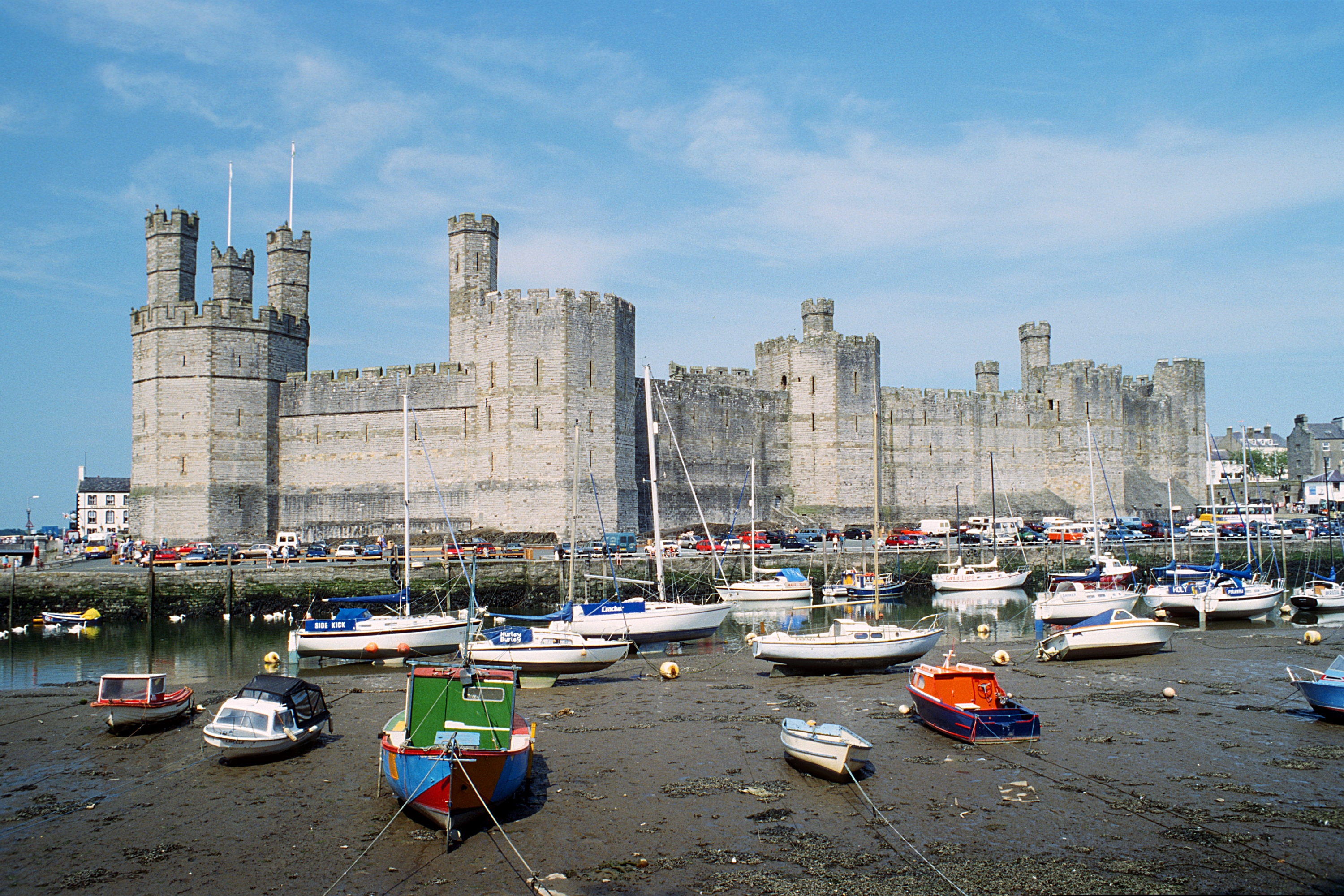
نمایی از قلعه

قلعه کرناروون (ویلزی: Castell Caernarfon) قلعه‌ای در شهر کرناروون، ولز است.
این قلعه که از اواخر قرن ۱۱ میلادی تا ۱۲۸۳ ساخته شده، ساخت آن در سال ۱۳۳۰ به طور کامل به پایان رسیده و مرکز حکومتی شمال ولز بوده است، قلعه کرناروون در سال ۱۹۸۶ در فهرست میراث جهانی یونسکو ثبت شده و هم‌اکنون به عنوان موزه از آن استفاده میشود.

## نگارخانه

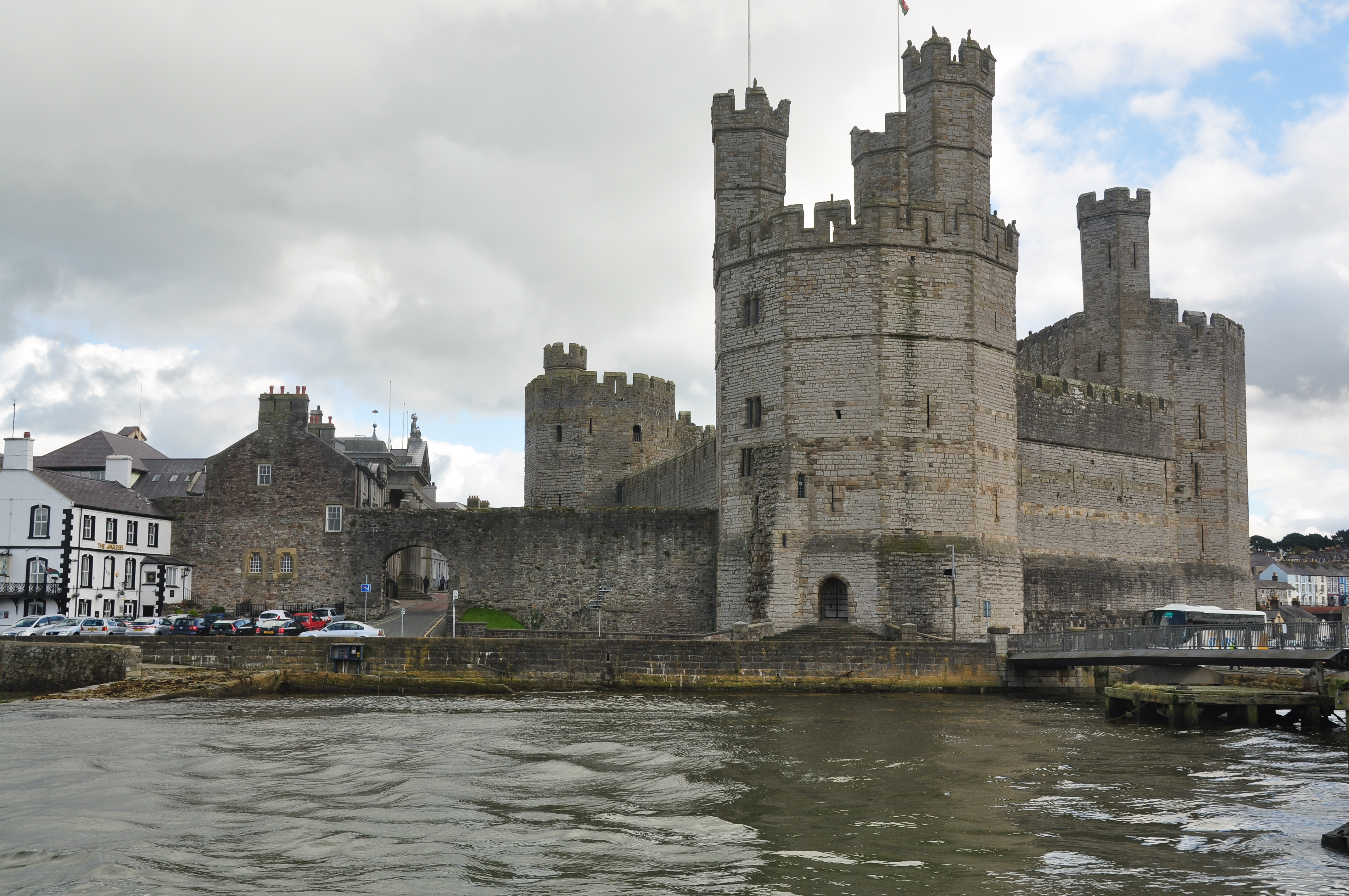
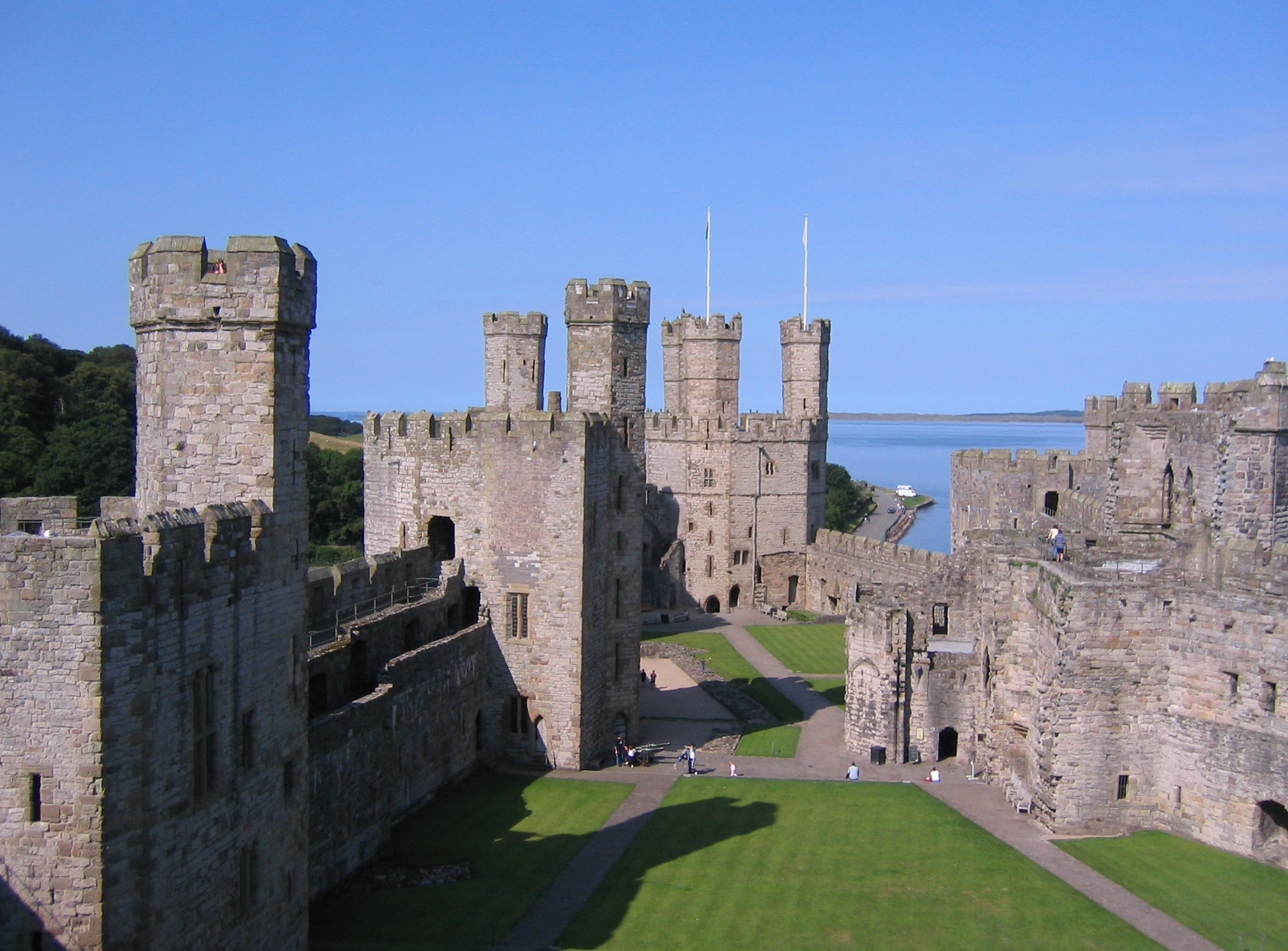
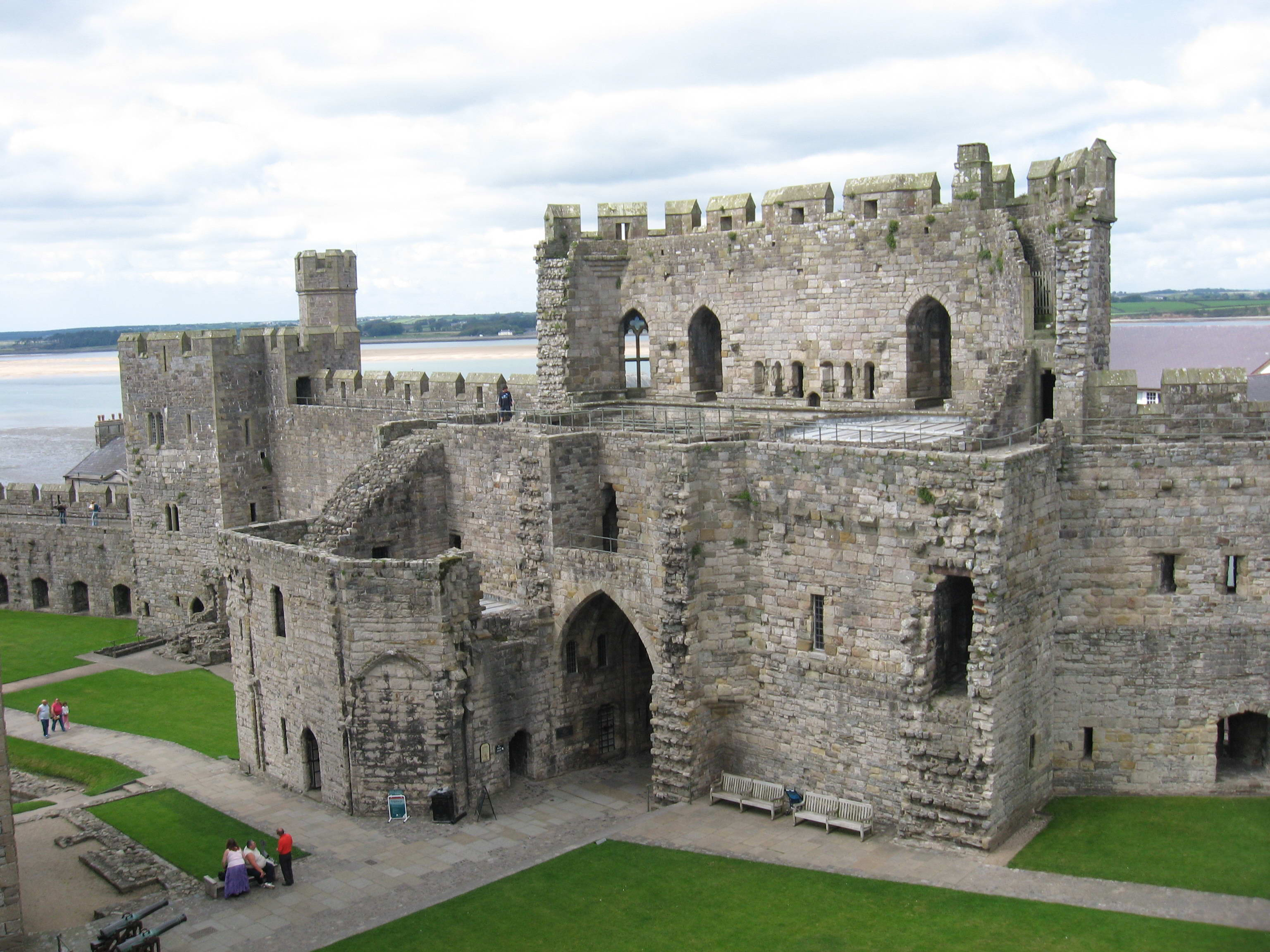
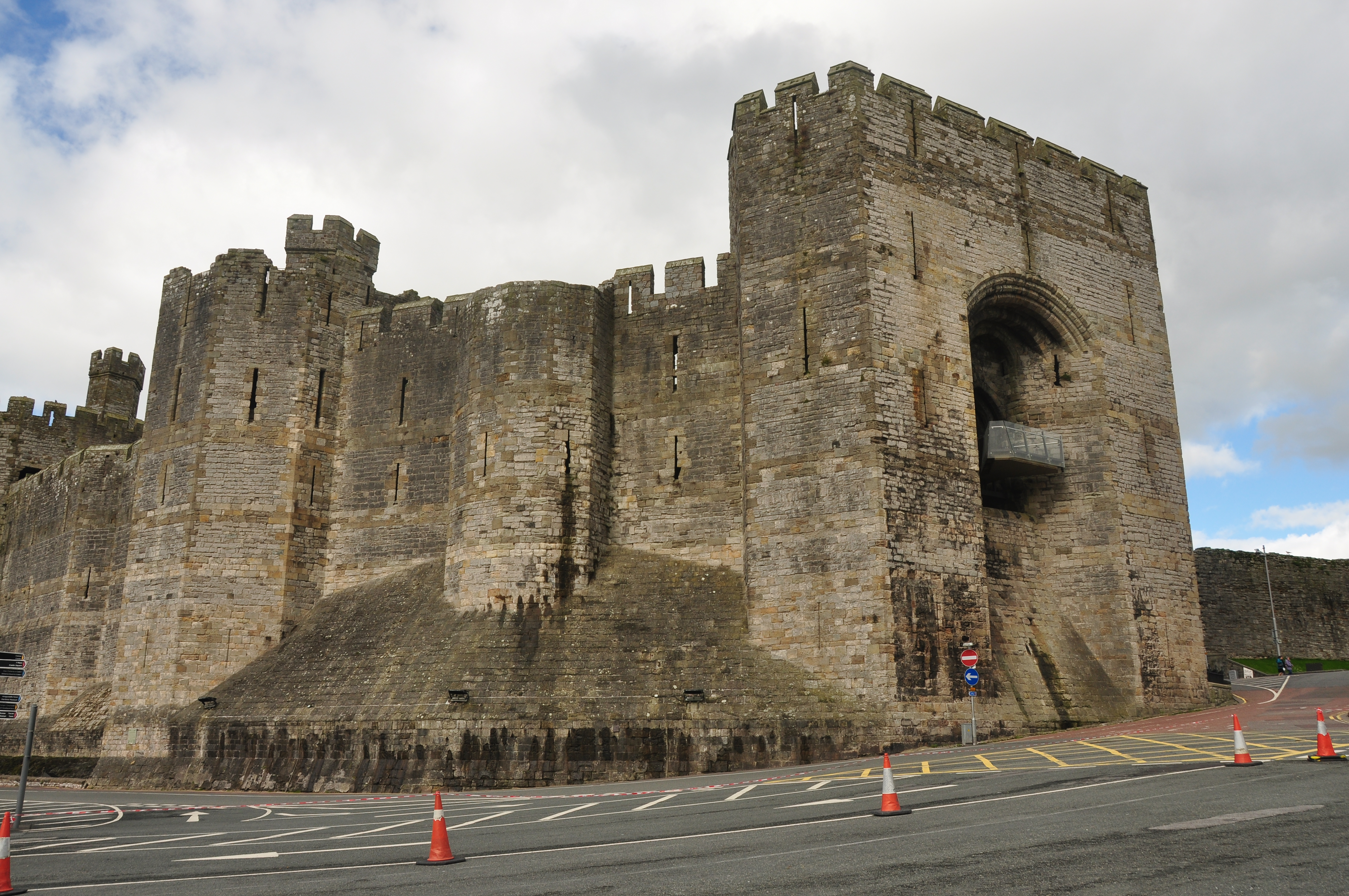